# Craugastor montanus
Craugastor montanus är en groddjursart som först beskrevs av Lynch 1965.  Craugastor montanus ingår i släktet Craugastor och familjen Craugastoridae. IUCN kategoriserar arten globalt som starkt hotad. Inga underarter finns listade i Catalogue of Life.